# Kanako Ito (calciatrice)
Kanako Ito (伊藤 香菜子?, Ito Kanako; Tokyo, 20 luglio 1983) è un'ex calciatrice giapponese di ruolo centrocampista.

## Carriera

### Nazionale
Il 5 agosto 2001, Ito è convocata nella Nazionale maggiore in occasione di una partita contro Cina. In tutto, Ito ha giocato 13 partite con la Nazionale nipponica riuscendo a segnare 3 gol.

## Statistiche

### Cronologia presenze e reti in nazionale
| Cronologia completa delle presenze e delle reti in nazionale ― Giappone | Cronologia completa delle presenze e delle reti in nazionale ― Giappone | Cronologia completa delle presenze e delle reti in nazionale ― Giappone | Cronologia completa delle presenze e delle reti in nazionale ― Giappone | Cronologia completa delle presenze e delle reti in nazionale ― Giappone | Cronologia completa delle presenze e delle reti in nazionale ― Giappone | Cronologia completa delle presenze e delle reti in nazionale ― Giappone | Cronologia completa delle presenze e delle reti in nazionale ― Giappone |
| Data                                                                    | Città                                                                   | In casa                                                                 | Risultato                                                               | Ospiti                                                                  | Competizione                                                            | Reti                                                                    | Note                                                                    |
| ----------------------------------------------------------------------- | ----------------------------------------------------------------------- | ----------------------------------------------------------------------- | ----------------------------------------------------------------------- | ----------------------------------------------------------------------- | ----------------------------------------------------------------------- | ----------------------------------------------------------------------- | ----------------------------------------------------------------------- |
| 5-8-2001                                                                | Gangneung                                                               | Giappone                                                                | 2 – 2                                                                   | Cina                                                                    | Tournament of 4 Nations                                                 | -                                                                       |                                                                         |
| 8-8-2001                                                                | Suwon                                                                   | Giappone                                                                | 1 – 1                                                                   | Brasile                                                                 | Tournament of 4 Nations                                                 | -                                                                       |                                                                         |
| 9-9-2001                                                                | Chicago                                                                 | Giappone                                                                | 0 – 3                                                                   | Cina                                                                    | Nike Cup                                                                | -                                                                       |                                                                         |
| 4-12-2001                                                               | Taipei                                                                  | Giappone                                                                | 14 – 0                                                                  | Singapore                                                               | Coppa d'Asia 2001                                                       | -                                                                       |                                                                         |
| 8-12-2001                                                               | Taipei                                                                  | Giappone                                                                | 11 – 0                                                                  | Guam                                                                    | Coppa d'Asia 2001                                                       | 1                                                                       |                                                                         |
| 12-12-2001                                                              | Taipei                                                                  | Giappone                                                                | 3 – 1                                                                   | Vietnam                                                                 | Coppa d'Asia 2001                                                       | 1                                                                       |                                                                         |
| 2-10-2002                                                               | Pusan                                                                   | Giappone                                                                | 0 – 1                                                                   | Corea del Nord                                                          | Giochi asiatici                                                         | -                                                                       |                                                                         |
| 4-10-2002                                                               | Changwon                                                                | Giappone                                                                | 3 – 0                                                                   | Vietnam                                                                 | Giochi asiatici                                                         | -                                                                       |                                                                         |
| 11-10-2002                                                              | Masan                                                                   | Giappone                                                                | 2 – 0                                                                   | Taipei cinese                                                           | Giochi asiatici                                                         | -                                                                       |                                                                         |
| 3-6-2007                                                                | Tokyo                                                                   | Giappone                                                                | 6 – 1                                                                   | Corea del Sud                                                           | Qual. Olimpiadi                                                         | 1                                                                       |                                                                         |
| 29-2-2012                                                               | Algarve                                                                 | Giappone                                                                | 2 – 1                                                                   | Norvegia                                                                | Algarve Cup 2012                                                        | -                                                                       |                                                                         |
| 2-3-2012                                                                | Algarve                                                                 | Giappone                                                                | 2 – 0                                                                   | Danimarca                                                               | Algarve Cup 2012                                                        | -                                                                       |                                                                         |
| 5-3-2012                                                                | Algarve                                                                 | Giappone                                                                | 1 – 0                                                                   | Stati Uniti                                                             | Algarve Cup 2012                                                        | -                                                                       |                                                                         |
| Totale                                                                  |                                                                         | Presenze                                                                | 13                                                                      |                                                                         | Reti                                                                    | 3                                                                       |                                                                         |

## Palmarès

### Club

#### Tornei nazionali
- Campionato giapponese: 8

NTV Beleza: 2000, 2001, 2002, 2005, 2006, 2007, 2008, 2010
- Coppa dell'Imperatrice: 6

NTV Beleza: 2000, 2004, 2005, 2007, 2008
INAC Kobe Leonessa: 2015
- Nadeshiko League Cup: 3

NTV Beleza: 2007, 2010, 2012

#### Tornei internazionali
- Campionato femminile di Lega giapponese e sudcoreana: 1

NTV Beleza: 2011